# Балканская рысь

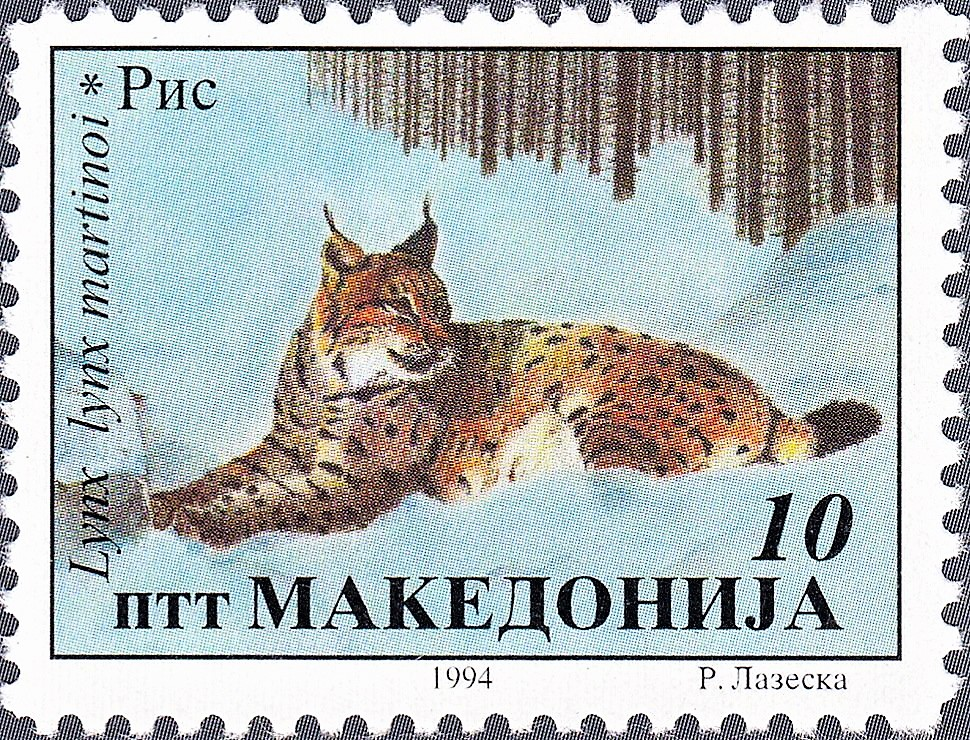
Lynx lynx balcanicus на почтовой марке Республики Македония

Балканская рысь (лат. Lynx lynx balcanicus) — подвид обыкновенной рыси из семейства кошачьих. Из-за угрозы исчезновения занесена в Красную книгу.
Встречается в Восточной Албании и Западной Македонии, более мелкие популяции — в частично признанной Республике Косово и Черногории. Она считается одним из национальных символов Республики Македония и изображена на македонской монете в 5 денаров. Предполагается, что в Македонии обитает от 35 до 40 оставшихся балканских рысей, в основном в Национальном парке Маврово. Считается самой крупной кошкой на Балканах. Она была замечена в 2011 и 2012 годах в северном горном районе Албании и в границах Национального парка Шебеник-Ябланица. Подвид классифицируется как находящий под угрозой исчезновения в Албании и был защищён законом с 1969 года, но несмотря на это браконьерство и разрушение среды обитания угрожает оставшимся популяциям балканской рыси в Албании и Македонии. Согласно оценкам, в Албании по-прежнему обитают около 15-20 особей. Балканская рысь была на грани исчезновения в течение почти столетия с общим числом особей менее 50. Брачный период балканской рыси начинается в январе-феврале, а потомство появляется на свет в апреле.
Балканская рысь была впервые описана в 1941 году болгарским зоологом Иваном Бурешом. В 1978 году Мирич (Белградский университет) дал детальное описание морфологических характеристик, которые отличают балканскую рысь как отдельный подвид. Несмотря на то, что балканская рысь числится в качестве подвида, многие таксономические источники ставят под сомнение это утверждение.